# بایزید دوم
بایزید دوم (ترکی عثمانی: بایزید ثانی) سلطان امپراتوری عثمانی در سال‌های ۱۴۸۱ تا ۱۵۱۲ میلادی بود. بایزید پسر محمد دوم از گلبهار خاتون بود و در تراکیه زاده شد. بایزید در سال ۱۴۸۱ به سلطنت رسید. بایزید اسحاق‌پاشا را به وزارت خود برگزید و به ینی‌چریها اجازه داد که محمد قرامانی را اعدام کنند.

## شورش جم سلطان
بایزید با شورش برادرش جم سلطان روبه‌رو شد؛ او می‌خواست که امپراتوری عثمانی به دو بخش تجزیه شود و بایزید فقط بر اروپا حکمرانی کند. بایزید از پیشنهاد جم سلطان سر باز زد و به دفاع از یکپارچگی قلمرو عثمانی پرداخت. سرانجام بایزید با گدیک احمدپاشا متحد شد و لشکری برای حمله به ایتالیا در آناتولی مهیا کرد. در سال ۱۴۸۱ میلادی سپاه بایزید و سپاه جم سلطان به هم رسیدند؛ جم سلطان شکست خورد و بقایای لشکرش ناچار به فرار شدند.

## فتوحات
بایزید جنگاورانی از صربستان و بوسنی به امتداد ساحل دالماسی تا راغوزه و از دانوب به نمسوار و دیگر مناطق مجارستان فرستاد. بایزید با این حملات غنایم جنگی کسب کرد و هرزگوین را به‌طور کامل تصرف کرد. بایزید همچنین با نیروهای دست‌نشانده والاکیا به مولداوی حمله کرد و کیلیا را در ساحل دانوب تصرف نمود. بایزید همچنین به جنگ با ونیز پرداخت و بندرها اصلی ونیز را تحت تصرف خود درآورد.

## اصلاحات داخلی
بایزید مورخینی چون کمال پاشازاده را به تدوین تاریخ امپراتوری عثمانی واداشت. وی مساجد، مدارس و حوزه‌های علمیه بسیاری در استانبول احداث کرد. بایزید به تنظیم ساختار مالی توجه نشان داد و مالیات جدیدی تحت عنوان عوارض برای خانواده‌ها وضع کرد تا ذخیره مالی دست‌نخورده‌ای برای جنگ‌ها فراهم آورد.

## خانواده

### همسران
- نگار خاتون، (درگذشته ۱۵۰۳، در مسجد یولی مناره در آنتالیا دفن شد)
- شیرین خاتون، (درگذشته ۱۵۰۰، در آرامگاه مرادیه در بورسا دفن شد)
- بلبل خاتون، (درگذشته حدود ۱۵۱۵، در آرامگاه مرادیه در بورسا دفن شد)
- گلبهار خاتون، (درگذشته ۲۵ ژوئن ۱۵۱۰، در مسجد گلبهار خاتون در ترابزون دفن شد)
- گلرخ خاتون، (درگذشته حدود ۱۵۲۴، در آرامگاه مرادیه در بورسا وفن شد)
- حُسنی شاه خاتون، (درگذشته ۱۵۱۳، در آرامگاه مرادیه در بورسا دفن شد
- فرحشاد خاتون، (درگذشته ۱۵۳۰، در آرامگاه مرادیه در بورسا دفن شد)

### پسران
- شاهزاده عبدالله (تولد ۱۴۶۵ – درگذشته ۶ نوامبر ۱۴۸۳ مانیسا در آرامگاه مرادیه در بورسا دفن شد) والی مانیسا (۱۴۸۱ – ۱۴۸۳)
- شاهزاده احمد (تولد ۱۴۶۸ – اعدام ۲۵ آوریل ۱۵۱۳ ینی‌شهر بورسا در آرامگاه مرادیه در بورسا دفن شد) والی مانیسا (۱۴۸۳ – ۱۴۸۴) والی آماسیه (۱۴۸۴ – ۱۵۱۳)
- شاهزاده کورکود (تولد ۱۴۷۰ – اعدام ۱۰ مارس ۱۵۱۳ امت کوتاهیه در آرامگاه مرادیه در بورسا دفن شد) والی مانیسا (۱۴۸۴ – ۱۵۰۳) والی آنتالیا (۱۵۰۳ – ۱۵۱۳)
- شاهزاده سلیم، (تولد ۱۰ اکتبر ۱۴۷۰ – درگذشته ۲۰ سپتامبر ۱۵۲۰، چورلو در مسجد یاوز سلیم در استانبول دفن شد) والی ترابزون (۱۴۹۲ – ۱۵۱۱) والی ارزروم (۱۵۱۱ – ۱۵۱۲)
- شاهزاده شاهنشاه (تولد ۱۵۷۴ – درگذشته ۲ ژوئیه ۱۵۱۱ قونیه در آرامگاه مرادیه در بورسا دفن شد) والی قونیه (۱۴۹۳ – ۱۵۱۱)
- شاهزاده محمود (تولد ۱۵۷۵ – درگذشته ۱۵۰۷ مانیسا، در آرامگاه مرادیه در بورسا دفن شد) والی قسطمونی (۱۴۹۳ – ۱۵۰۳) والی مانیسا (۱۵۰۳ – ۱۵۰۷)
- شاهزاده محمد (تولد ۱۵۷۶ – درگذشته ۲۸ دسامبر ۱۵۰۴ کفه، در آرامگاه مرادیه در بورسا دفن شد) والی کفه (۱۵۹۸ – ۱۵۰۴)
- شاهزاده عالمشاه (تولد ۱۴۷۸ – درگذشته اوت ۱۵۰۲ ساروخان در آرامگاه مرادیه در بورسا دفن شد) والی ساروخان (۱۴۹۸ – ۱۵۰۲)

### دختران
- گوهرملک سلطان (درگذشته ۱۵۵۰ استانبول در مقبره ایوب سلطان دفن شد) در سال ۱۴۸۰ با داماد دوقانیق احمد پاشا ازدواج کرد.
- عایشه سلطان، (درگذشته ۱۵۱۵ استانبول، در آرامگاه مرادیه دفن شد) در سال ۱۴۸۰ با داماد سینان پاشا ازدواج کرد.
- خدیجه سلطان (درگذشته ۱۵۰۰ بورسا، در آرامگاه مرادیه دفن شد) در سال ۱۵۸۰ با داماد کارا مصطفی پاشا و در سال ۱۴۸۴ با داماد فایق پاشا ازدواج کرد.
- هُندی سلطان، (درگذشته ۱۵۱۱ بورسا، در آرامگاه مرادیه دفن شد) در سال ۱۴۸۱ با هرکس‌زاده داماد احمد پاشا ازدواج کرد.
- فاطمه سلطان، (درگذشته ۱۵۱۳ استانبول، در آرامگاه مرادیه دفن شد) در سال ۱۵۸۲ با داماد میرزا محمد پاشا ازدواج کرد.
- سلجوقی سلطان (درگذشته ۱۵۰۸ استانبول، در مسجد بایزید دوم دفن شد) در سال ۱۴۸۲ با داماد فرهاد پاشا سپس در سال ۱۴۸۶ با داماد محمد بیگ ازدواج کرد.
- هماشاه سلطان، (درگذشته ۱۵۰۴ استانبول، در مسجد بالی پاشا دفن شد) در سال ۱۵۸۲ با داماد بالی پاشا ازدواج کرد.
- عینی‌شاه سلطان، (درگذشته ۱۵۱۳ بورسا، در آرامگاه علمدار فاتح دفن شد) در سال ۱۴۹۰ با سلطان احمد بیگ ازدواج کرد.
- قمرشاه سلطان (درگذشته ؟ بورسا، در آرمگاه مرادیه دفن شد) در سال ۱۴۹۰ با داماد کارا داوود پاشا ازدواج کرد.
- شهرزاد سلطان (درگذشته ۱۵۲۰ بورسا، در آرامگاه مرادیه دفن شد) در سال ۱۵۹۰ با داماد مالکوچ‌اوغلو یحیی پاشا ازدواج کرد.
- سلطانزاده سلطان (درگذشته ؟ بورسا، در آرامگاه مرادیه دفن شد) در سال ۱۵۹۸ با داماد یعقوب پاشا ازدواج کرد.
- صفیه سلطان (درگذشته ؟ بورسا، در آرامگاه مرادیه دفن شد) در سال ۱۵۰۴ با داماد گزلچه حسن پاشا ازدواج کرد.

## نگارخانه

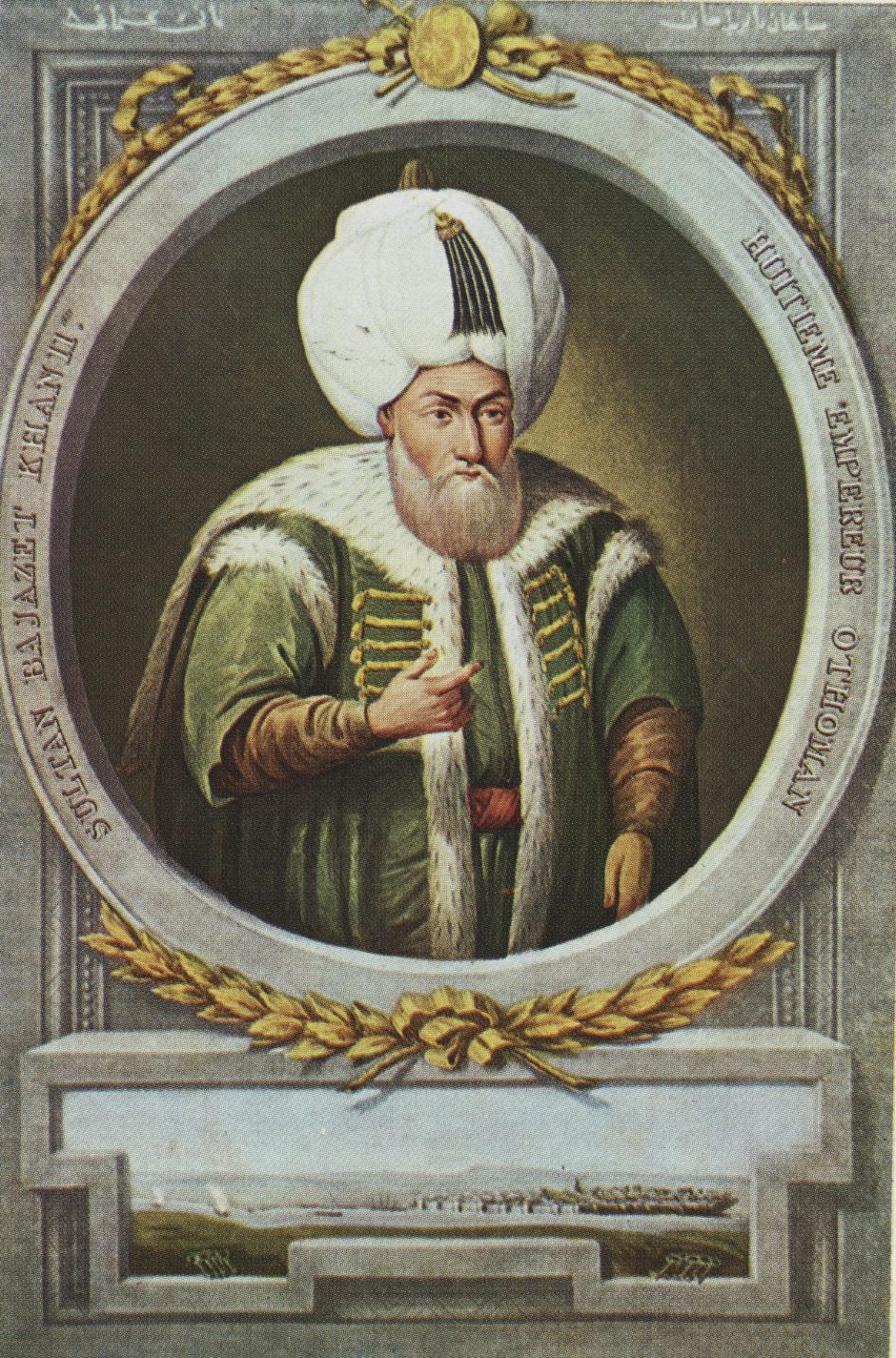
سلطان بایزید ولی
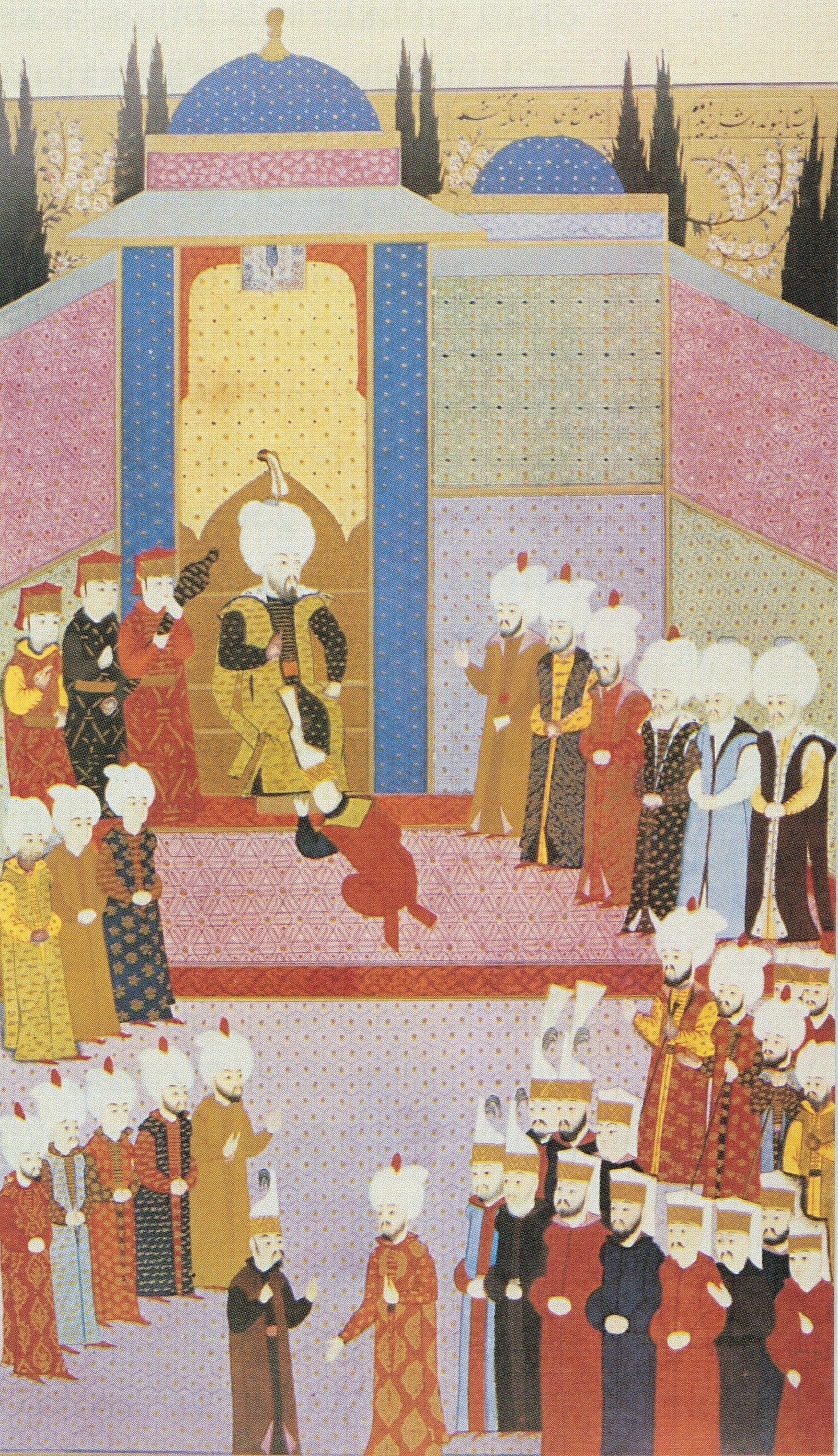
مراسم جلوس سلطان بایزید ولی، سال ۱۴۸۱
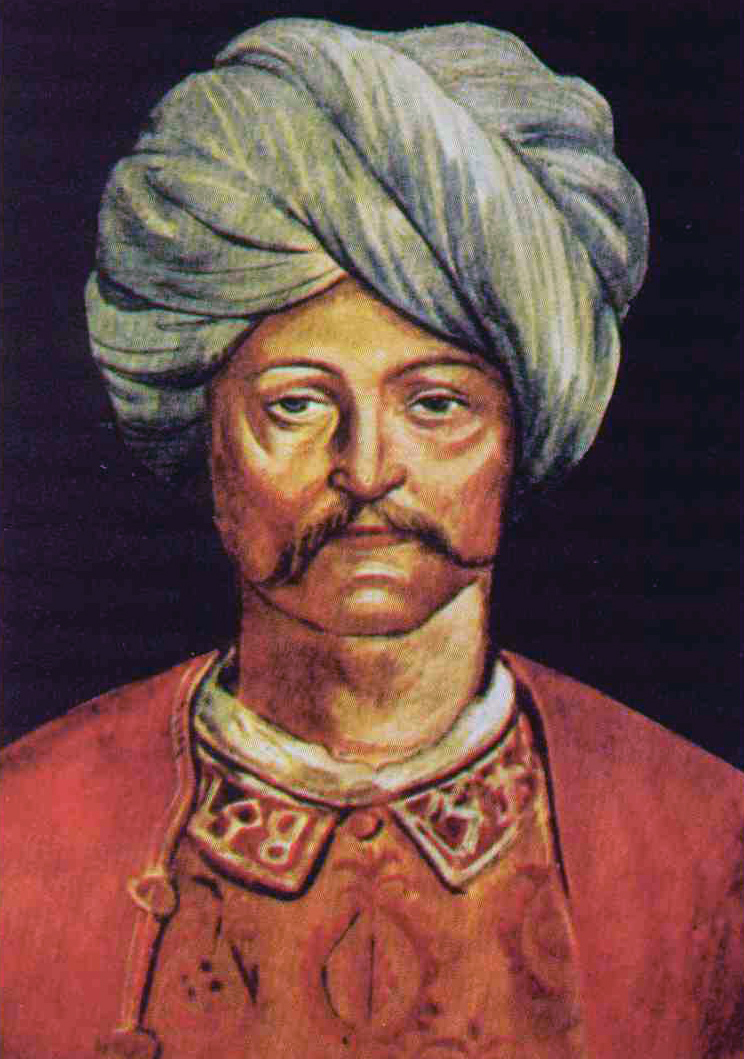
جم سلطان، برادر سلطان بایزید دوم
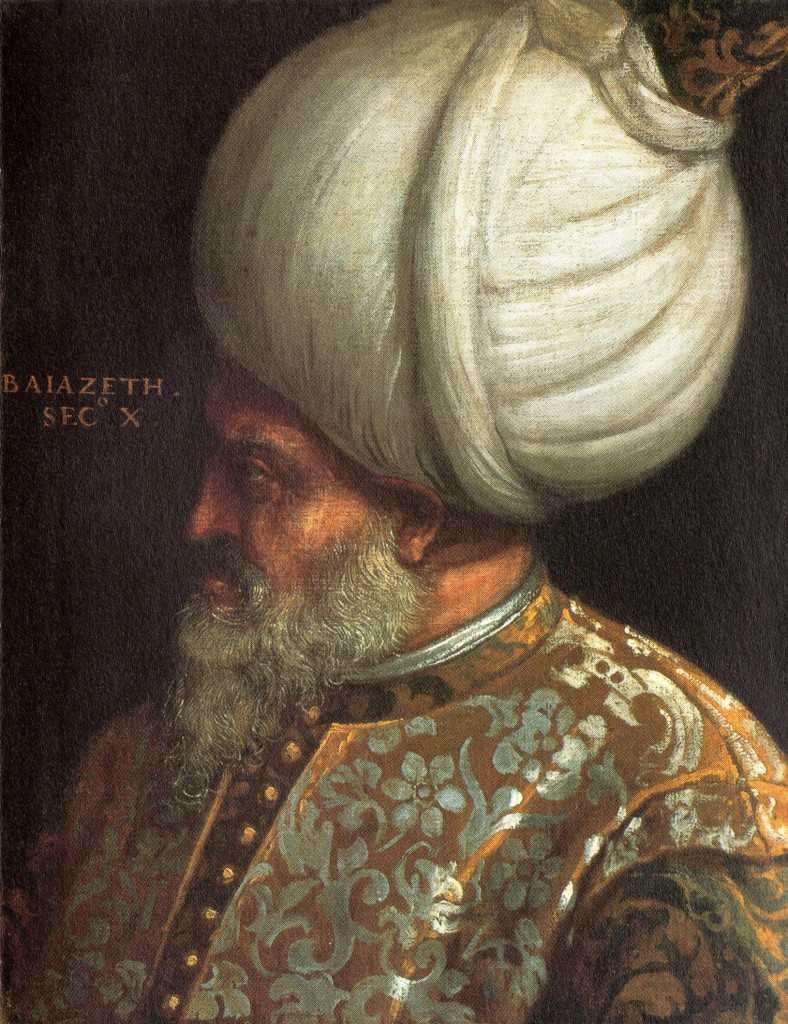
پرتره‌ای از بایزید ثانی
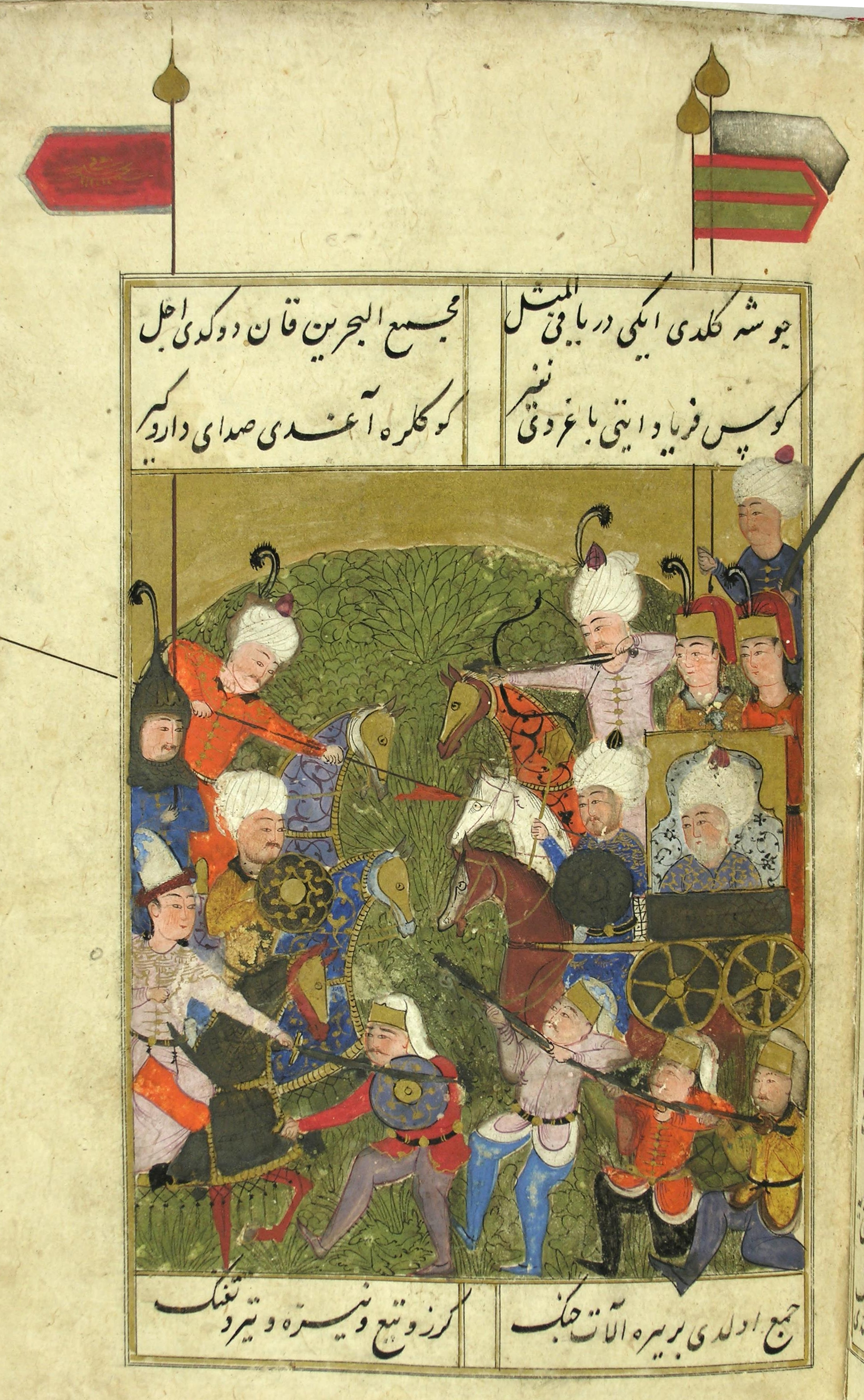
جنگ ما بین سلطان بایزید دوم و پسرش شاهزاده سلیم
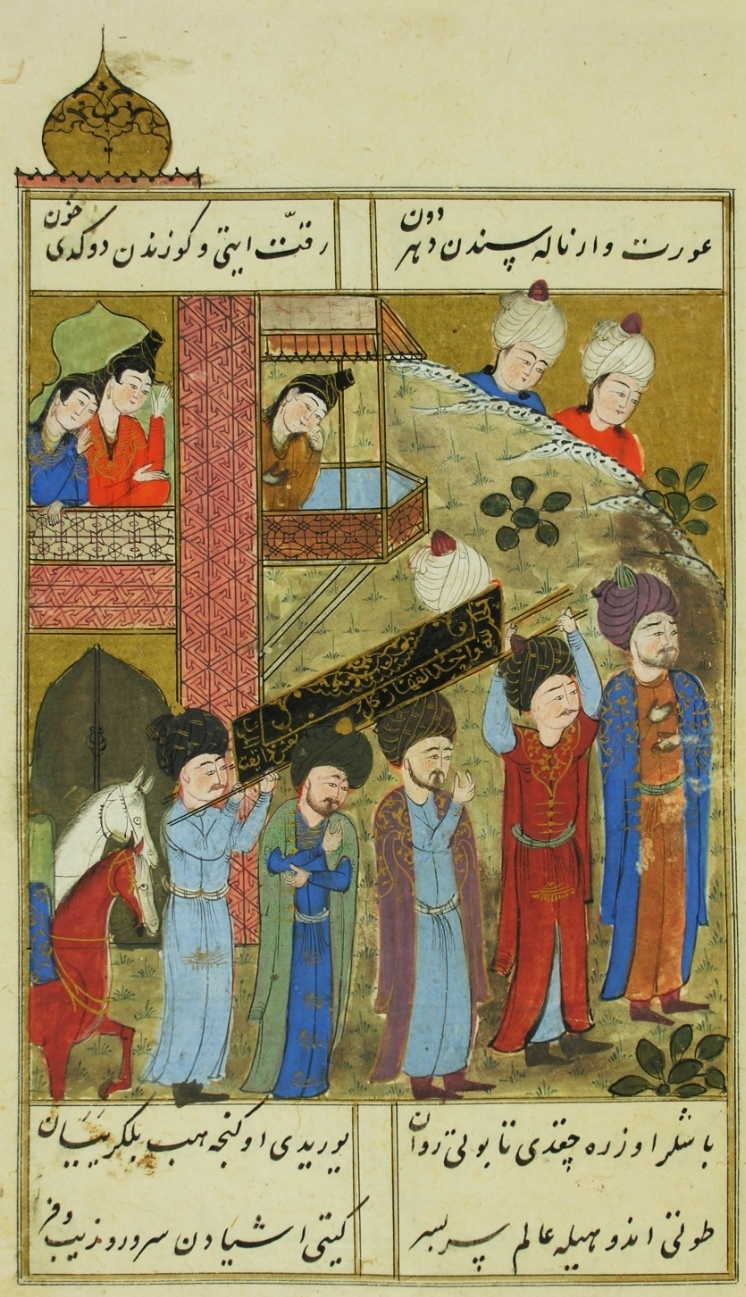
مراسم تشیع جنازه بایزید ثانی، سال ۱۵۱۲
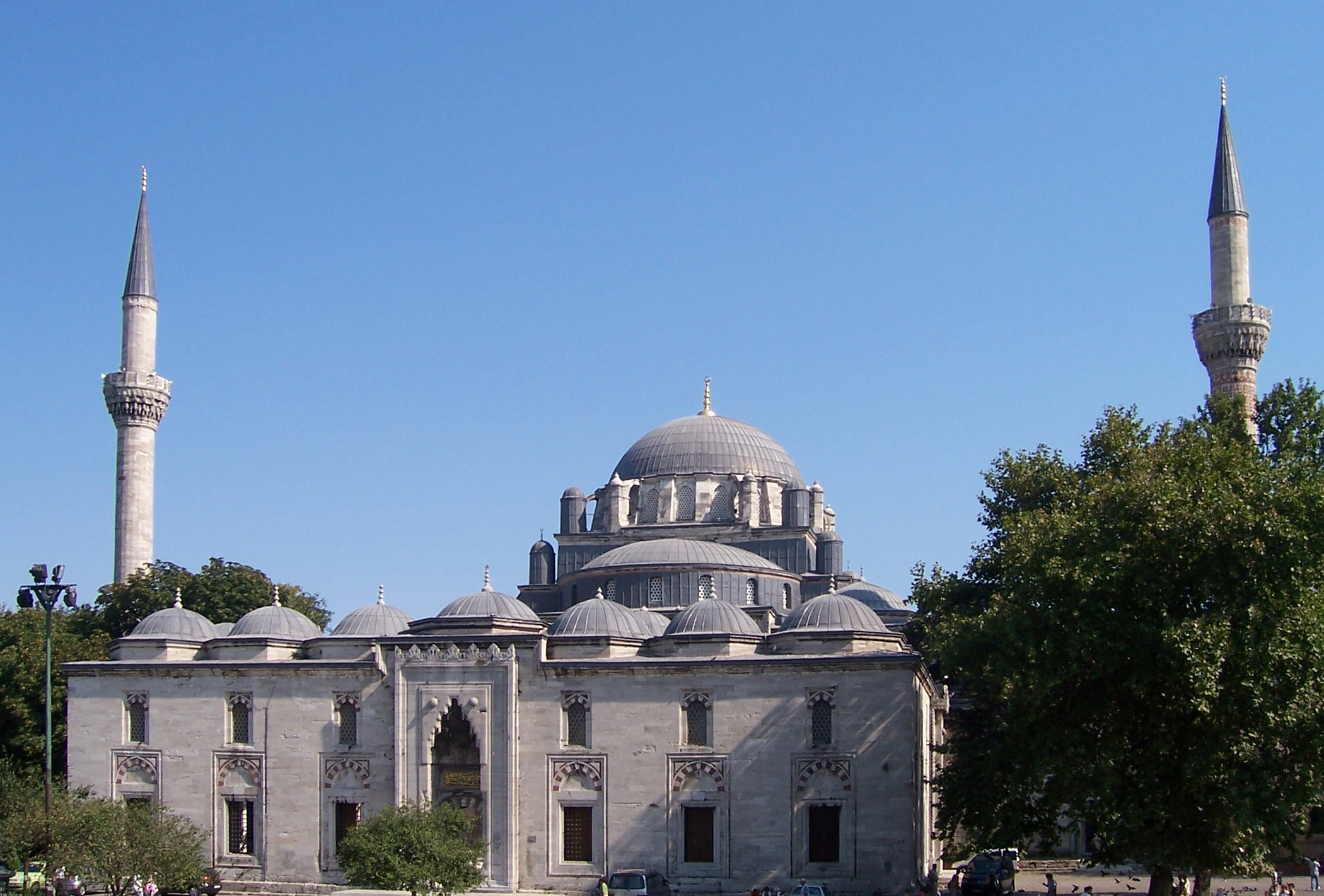
مسجد بایزید به دستور سلطان بایزید ولی ساخته شد. بنای این مسجد از سال ۱۵۰۱ تا سال ۱۵۰۶ میلادی به طول انجامید. معمار این مسجد یعقوب شاه بود.
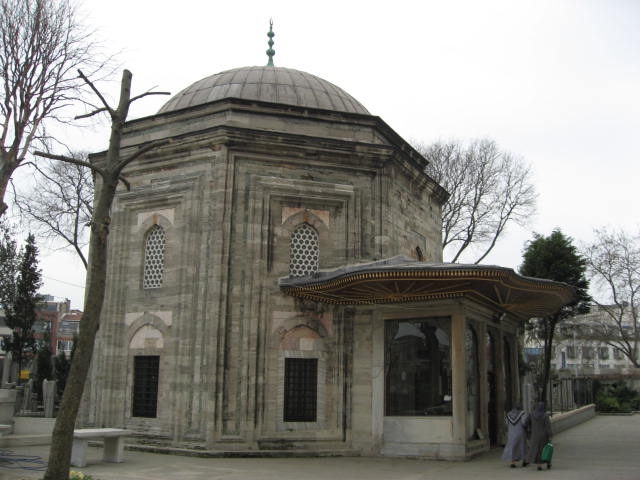
مقبره بایزید دوم، مسجد بایزید، استانبول، ترکیه